# Ellobium semisculptum
Ellobium semisculptum är en snäckart som beskrevs av H. och Arthur Adams 1854. Ellobium semisculptum ingår i släktet Ellobium och familjen dvärgsnäckor. Inga underarter finns listade i Catalogue of Life.